# Foreign Ground
Foreign Ground är ett datorspel utvecklat gemensamt av Försvarshögskolan, Data Ductus och LTU.
Spelet är egentligen inget typ av spel som till exempel Quake eller Unreal är. Man styr sin karaktär i första person, men uppgifterna man ska utföra bygger på att man ska kunna förstå konflikten och agera rätt - att prata med människor, till exempel, för att utföra sina uppdrag. Man ska kunna använda sitt vapen, ingenting är "förbjudet" (precis som i verkligheten).

## Handling
I spelet är man en del av en FN (Förenta Nationerna) konvoj som skall lösa en konflikt - troligen i Liberia.
Det är okänt om spelet endast är en simulator för militära syften eller om det kommer att bli tillgänglig för allmänheten liknande America's Army, som USA:s militär utvecklade för att rekrytera folk. 